# Мегинхард фон Спонхайм
Мегинхард фон Спонхайм (на немски: Meginhard von Sponheim; * ок. 1085, † ок. 1136) от род Спонхайми е граф на Спонхайм и от 1125 г. граф на Мьорсберг (в Елзас).
Той е най-възрастният син на граф Стефан II фон Спонхайм († 1096) и вероятно на София фон Формбах († сл. 1088).
Мегинхард се жени преди 24 февруари 1118 г. за Матилда от Мьорсберг († 12 март 1152/1180), дъщеря на граф Адалберт от Мьорсберг († 1125) и на Матилда дьо Бар-Мусон, дъщеря на граф Дитрих от Мусон. Чрез женитбата си той наследява части от графство Неленбург. Така се създава Графство Спонхайм. Мегинхард се нарича пръв граф на Спонхайм. От баба си Матилда от Бар той получава собствености в Горна Лотарингия (манастир Св. Денис).
През 1124 г. той завършва манастир Спонхайм и предава църквата на архиепископство Майнц. След смъртта му вдовицата му се омъжва втори път за граф Адалберт I фон Кибург-Дилинген († 1151) и след смъртта му става монахиня в Нересхайм.

## Деца
Мегинхард и Матилда от Мьорсберг имат децата:
- Готфрид I († сл. 1183), граф на Спонхайм
- Рудолф
- вер. Мехтилд (Матилда), омъжена за Симон I фон Саарбрюкен [3].
- вер. Алберт, декан на катедралата в Кьолн, капелан и нотар при Конрад III и Фридрих I Барбароса.